# Scugnizza (Tony Colombo)
Scugnizza è il secondo album del cantante napoletano Tony Colombo, del 1995.

## Tracce
1. Scugnizza
2. Ragazza provocante
3. Torero
4. Na mezza 'nnammurata
5. Guaglione
6. L'amica di mammà
7. Scapricciatello
8. Viva gli sposi
9. M'e rutt'o quartz
10. Ave Maria